# Massacre de Campinas
Le massacre de Campinas est un fait divers qui s'est déroulé le 31 décembre 2016 à Campinas, au Brésil.

## Histoire
Le 31 décembre 2016, au cours d'une soirée de nouvel an, peu avant minuit, un homme est entré dans une maison et a ouvert le feu avec une arme de poing. L'agresseur, identifié comme Sidney Araujo, a tué 12 personnes avant de se suicider, tout en blessant 3 autres personnes. L'homme a abattu son ex-femme avant de tuer son fils de 8 ans et 11 autres personnes, puis lui-même. Bien que le crime soit l'objet d'une enquête, le motif est censé être de la colère face à la séparation avec sa femme. Un enregistrement a été retrouvé plus tard dans la voiture du suspect,.